# Суордс, Кэролин
Кэролин Суордс (англ. Carolyn Swords; род. 19 июля 1989 года, Садбери, штат Массачусетс, США) — американская профессиональная баскетболистка, выступала в женской национальной баскетбольной ассоциации. Была выбрана на драфте ВНБА 2011 года во втором раунде под общим пятнадцатым номером командой «Чикаго Скай». Играла на позиции центровой.

## Ранние годы
Кэролин родилась 19 июля 1989 года в городке Садбери, штат Массачусетс, у неё есть брат, Джон, и сестра, Мэрибет, а училась там же в региональной средней школе Линкольн-Садбери, в которой выступала за местную баскетбольную команду.